# ウチワゴケ
ウチワゴケ(Crepidomanes minutum)は、シダ植物門コケシノブ科アオホラゴケ属に属するシダ植物の一つ。ウチワ状の単葉が特徴である。日本本土のこの類では最も普通なもののひとつである。

## 形態
茎は細い針金状で長く横に這い、黒っぽい褐色の毛が一面に生える。葉はやや間を置いてつく。
葉は短い葉柄があって長さ1cm程度まで。全体に団扇型の単葉である。葉身の基部は心形から幅広いくさび形まで変化がある。葉先側の縁には不規則な裂け目があって手のひら状。この形は、葉脈がむしろ羽状複葉のそれに近いので、そこから主軸が短くなったことによると見られる。葉縁の裂けが大きいものではやや羽状複葉に近い形になる。
葉身は葉柄に対して大きく角度を取って反り、上から見ると葉身がほぼ円形に広がり、横から見ると細い柄のついた浅い杯のような形となる。野外では密生して生えるため、葉だけが密集して並んでいるように見える。

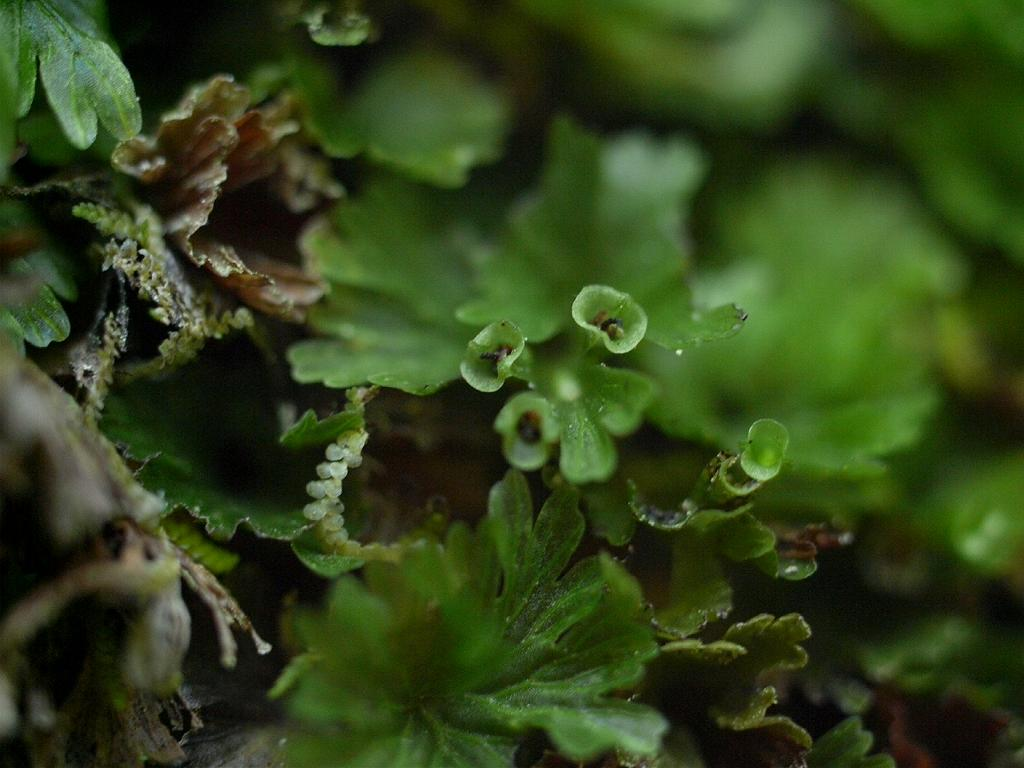
胞子嚢群・ラッパ状の包膜が見える

胞子嚢群は葉の縁の葉脈の端につき、包膜は釣り鐘型、上向きに曲がってその先がラッパのように広がる。その中央から胞子嚢床が細長く突き出す。
日本ではあまり見られないが、無性芽を形成することがある。

## 生育環境
森林内に生える。着生植物で、岩の上や樹皮上に生え、密なマットを作ることが多い。多くの場合にコケ植物と混じって生え、背丈はほぼ同等である。

## 分布
日本のほぼ全土に分布し、北海道、東北以南ではごく普通に見られる。国外では熱帯域を中心にアフリカからポリネシアまでという非常に広い分布域を持つ。地域によるさまざまな型があり、少なくとも遺伝的に異なる3群が存在することが知られている。

## 類似種
他の同属のものはすべてよりシダらしい葉の形をしている。葉が円くなるものにゼニゴケシダがあるが、見かけは全く異なる。そういう意味で似たものは他にない。

## 利害
特に利用されず、観賞用に栽培されることも基本的にないとされる。コケシノブ類としても小さく、葉の形が基盤面から突き出さないものであることもあり、一般の人々は目にも触れていない可能性がある。